# Olympische Sommerspiele 2000/Teilnehmer (Rumänien)
| Gelbes Symbol für Goldmedaillen mit stilisierten Olympischen Ringen | Graues Symbol für Silbermedaillen mit stilisierten Olympischen Ringen | Braundes Symbol für Bronzemedaillen mit stilisierten Olympischen Ringen |
| ------------------------------------------------------------------- | --------------------------------------------------------------------- | ----------------------------------------------------------------------- |
| 11                                                                  | 6                                                                     | 9                                                                       |

Rumänien nahm an den Olympischen Sommerspielen 2000 in der australischen Metropole Sydney mit einer Delegation von 145 Sportlern, 71 Männer und 74 Frauen, teil.
Seit 1900 war es die 17. Teilnahme Rumäniens bei Olympischen Sommerspielen.

## Flaggenträger
Die Ruderin Elisabeta Lipă trug die Flagge Rumäniens während der Eröffnungsfeier im Stadium Australia.

## Medaillengewinner
Mit elf gewonnenen Gold-, sechs Silber- und neun Bronzemedaillen belegte das rumänische Team Platz 11 im Medaillenspiegel.

### Gold
| Name(n) | Sportart       | Wettkampf                                           |
| --- | -------------- | --------------------------------------------------- |
| Mihai Covaliu | Fechten        | Männer, Säbel, Einzel                               |
| Florin Popescu & Mitică Pricop | Kanu           | Männer, Zweier-Canadier, 1000 Meter                 |
| Gabriela Szabo | Leichtathletik | Frauen, 5000 Meter                                  |
| Georgeta Damian & Doina Ignat | Rudern         | Frauen, Zweier ohne Steuerfrau                      |
| Angela Alupei & Constanța Burcică | Rudern         | Frauen, Leichtgewichts-Doppelzweier                 |
| Veronica Cochela, Georgeta Damian, Maria Dumitrache, Liliana Gafencu, Elena Georgescu, Doina Ignat, Elisabeta Lipă, Ioana Olteanu & Viorica Susanu | Rudern         | Frauen, Achter                                      |
| Diana Mocanu | Schwimmen      | Frauen, 100 Meter Rücken & Frauen, 200 Meter Rücken |
| Marius Urzică | Turnen         | Männer, Seitpferd                                   |
| Simona Amânar | Turnen         | Frauen, Einzelmehrkampf                             |
| Simona Amânar, Loredana Boboc, Andreea Isărescu, Maria Olaru, Claudia Presăcan & Andreea Răducan                                                   | Turnen         | Frauen, Mannschaftsmehrkampf                        |

### Silber
| Name(n)          | Sportart       | Wettkampf                 |
| ---------------- | -------------- | ------------------------- |
| Marian Simion    | Boxen          | Männer, Halbmittelgewicht |
| Violeta Beclea   | Leichtathletik | Frauen, 1500 Meter        |
| Lidia Șimon      | Leichtathletik | Frauen, Marathon          |
| Beatrice Căslaru | Schwimmen      | Frauen, 200 Meter Lagen   |
| Maria Olaru      | Turnen         | Frauen, Einzelmehrkampf   |
| Andreea Răducan  | Turnen         | Frauen, Pferdsprung       |

### Bronze
| Name(n)                                                | Sportart       | Wettkampf                          |
| ------------------------------------------------------ | -------------- | ---------------------------------- |
| Dorel Simion                                           | Boxen          | Männer, Weltergewicht              |
| Simona Richter                                         | Judo           | Frauen, Halbschwergewicht          |
| Florin Popescu & Mitică Pricop                         | Kanu           | Männer, Zweier-Canadier, 500 Meter |
| Raluca Ioniță, Mariana Limbău, Elena Radu & Sanda Toma | Kanu           | Frauen, Vierer-Kajak, 500 Meter    |
| Gabriela Szabo                                         | Leichtathletik | Frauen, 1500 Meter                 |
| Oana Pantelimon                                        | Leichtathletik | Frauen, Hochsprung                 |
| Iulian Raicea                                          | Schießen       | Männer, Schnellfeuerpistole        |
| Beatrice Căslaru                                       | Schwimmen      | Frauen, 400 Meter Lagen            |
| Simona Amânar                                          | Turnen         | Frauen, Bodenturnen                |

## Teilnehmer nach Sportarten

### Boxen
- Ovidiu Bobîrnat
Federgewicht: 1. Runde

- Adrian Diaconu
Mittelgewicht: Viertelfinale

- Bogdan Dobrescu
Fliegengewicht: 2. Runde

- Gheorghe Lungu
Leichtgewicht: 2. Runde

- George Olteanu
Bantamgewicht: Viertelfinale

- Constantin Onofrei
Superschwergewicht: 2. Runde

- Grigore Rîșco
Halbschwergewicht: 1. Runde

- Dorel Simion
Weltergewicht: Bronze

- Marian Simion
Halbmittelgewicht: Silber

- Marian Velicu
Halbfliegengewicht: 2. Runde

### Fechten
- Mihai Covaliu
Männer, Säbel, Einzel: Gold 
Männer, Säbel, Mannschaft: 4. Platz

- Victor Găureanu
Männer, Säbel, Einzel: 8. Platz
Männer, Säbel, Mannschaft: 4. Platz

- Florin Lupeică
Männer, Säbel, Einzel: 28. Platz
Männer, Säbel, Mannschaft: 4. Platz

- Laura Badea
Frauen, Florett, Einzel: 4. Platz

- Reka Szabo
Frauen, Florett, Einzel: 8. Platz

### Gewichtheben
- Marius Alecu
Männer, Superschwergewicht: 15. Platz

- Valeriu Calancea
Männer, Halbschwergewicht: 10. Platz

- Adrian Ioan Jigău
Männer, Bantamgewicht: 6. Platz

- Mărioara Munteanu
Frauen, Federgewicht: 8. Platz

- Florin Vlad
Männer, Schwergewicht: 7. Platz

### Handball
- Damenteam
7. Platz

- Kader
Carmen Amariei (kein Einsatz)
Victorina Bora
Nicoleta Alina Dobrin
Cristina Dogaru-Cucuian
Lidia Drăgănescu
Ramona Farcău
Luminită Huțupan-Dinu
Mihaela Ignat
Steluța Luca
Valeria Motogna-Beșe
Elena Napăr
Aurelia Stoica
Gabriela Doina Tănașe
Talida Tolnai
Cristina Vărzaru

### Judo
- Claudiu Baștea
Männer, Leichtgewicht: 2. Runde

- Adrian Croitoru
Männer, Mittelgewicht: 9. Platz

- Ioana Dinea-Aluaș
Frauen, Halbleichtgewicht: 5. Platz

- Laura Moise
Frauen, Extraleichtgewicht: Viertelfinale

- Gabi Munteanu
Männer, Schwergewicht: 1. Runde

- Radu Ivan
Männer, Halbschwergewicht: Viertelfinale

- Simona Richter
Frauen, Halbschwergewicht: Bronze

### Kanu
- Marian Băban
Männer, Einer-Kajak, 1000 Meter: Halbfinale

- Corneli Vasile Curuzan
Männer, Zweier-Kajak, 500 Meter: Halbfinale
Männer, Vierer-Kajak, 1000 Meter: Halbfinale

- Florin Huidu
Männer, Einer-Canadier, 500 Meter: Halbfinale
Männer, Einer-Canadier, 1000 Meter: Halbfinale

- Raluca Ioniță
Frauen, Zweier-Kajak, 500 Meter: 4. Platz
Frauen, Vierer-Kajak, 500 Meter: Bronze

- Mariana Limbău
Frauen, Zweier-Kajak, 500 Meter: 4. Platz
Frauen, Vierer-Kajak, 500 Meter: Bronze

- Geza Magyar
Männer, Einer-Kajak, 500 Meter: Halbfinale

- Sorin Petcu
Männer, Vierer-Kajak, 1000 Meter: Halbfinale

- Florin Popescu
Männer, Zweier-Canadier, 500 Meter: Bronze 
Männer, Zweier-Canadier, 1000 Meter: Gold

- Mitică Pricop
Männer, Zweier-Canadier, 500 Meter: Bronze 
Männer, Zweier-Canadier, 1000 Meter: Gold

- Elena Radu
Frauen, Vierer-Kajak, 500 Meter: Bronze

- Romică Șerban
Männer, Zweier-Kajak, 500 Meter: Halbfinale
Männer, Vierer-Kajak, 1000 Meter: Halbfinale

- Marian Sîrbu
Männer, Vierer-Kajak, 1000 Meter: Halbfinale

- Sanda Toma
Frauen, Einer-Kajak, 500 Meter: Halbfinale
Frauen, Vierer-Kajak, 500 Meter: Bronze

### Leichtathletik
- Costică Bălan
Männer, 20 Kilometer Gehen: 18. Platz

- Violeta Beclea-Szekely
Frauen, 1500 Meter: Silber

- Norica Câmpean
Frauen, 20 Kilometer Gehen: 6. Platz

- Anuța Cătună
Frauen, Marathon: DNF

- Alina Gherasim
Frauen, Marathon: 29. Platz

- Costel Grasu
Männer, Diskuswurf: kein gültiger Versuch in der Qualifikation

- Nicoleta Grasu
Frauen, Diskuswurf: 19. Platz in der Qualifikation

- Ana Maria Groza
Frauen, 20 Kilometer Gehen: 13. Platz

- Gheorghe Gușet
Männer, Kugelstoßen: 30. Platz in der Qualifikation

- Elena Iagăr
Frauen, 800 Meter: Vorläufe
Frauen, 1500 Meter: Halbfinale

- Monica Iagăr-Dinescu
Frauen, Hochsprung: 9. Platz

- Florin Ionescu
Männer, 3000 Meter Hindernis: Vorläufe

- Cristina Nicolau
Frauen, Dreisprung: 6. Platz

- Oana Pantelimon
Frauen, Hochsprung: Bronze

- Ionuț Pungă
Männer, Dreisprung: 14. Platz in der Qualifikation

- Otilia Ruicu
Frauen, 400 Meter: Viertelfinale

- Lidia Șimon
Frauen, Marathon: Silber

- Gabriela Szabo
Frauen, 1500 Meter: Bronze 
Frauen, 5000 Meter: Gold

- Ionela Târlea
Frauen, 400 Meter Hürden: 6. Platz

- Bogdan Țăruș
Männer, Weitsprung: 9. Platz

- Ana Mirela Țermure
Frauen, Speerwurf: 22. Platz in der Qualifikation

- Viorica Țigău
Frauen, Weitsprung: 27. Platz in der Qualifikation
Frauen, Siebenkampf: 18. Platz

- Felicia Țilea-Moldovan
Frauen, Speerwurf: 15. Platz in der Qualifikation

### Moderner Fünfkampf
- Nicolae Papuc
Männer, Einzel: 21. Platz

### Ringen
- Constantin Borăscu
Männer, Federgewicht: griechisch-römisch: 9. Platz

- Nicolae Ghiță
Männer, Halbschwergewicht, Freistil: 8. Platz

- Ender Memet
Männer, Weltergewicht, griechisch-römisch: 9. Platz

- Marian Sandu
Männer, Bantamgewicht, griechisch-römisch: 13. Platz

- Petru Sudureac
Männer, Schwergewicht, griechisch-römisch: 11. Platz

### Rudern
- Valeriu Andrunache, Adrian Bucenschi, Florin Corbeanu & Valentin Robu
Männer, Vierer ohne Steuermann: 10. Platz

- Dorin Alupei, Andrei Bănică, Vasile Măstăcan, Costel Mutescu, Cornel Nemțoc, Gheorghe Pîrvan, Dumitru Răducanu, Viorel Talapan & Florian Tudor
Männer, Achter: 6. Platz

- Veronica Cogeanu-Cochela & Elisabeta Oleniuc-Lipă
Frauen, Doppelzweier: 5. Platz

- Georgeta Damian & Doina Ignat
Frauen, Zweier ohne Steuerfrau: Gold

- Angela Alupei & Constanța Burcică
Frauen, Leichtgewicht-Doppelzweier: Gold

- Aurica Bărăscu, Elena Popa, Crina Violeta Serediuc & Doina Spîrcu
Frauen, Doppelvierer: 9. Platz

- Veronica Cochela, Georgeta Damian, Maria Dumitrache, Liliana Gafencu, Elena Georgescu, Doina Ignat, Elisabeta Lipă, Ioana Olteanu & Viorica Susanu
Frauen, Achter: Gold

### Schießen
- Sorin Babii
Männer, Luftpistole: 11. Platz
Männer, Freie Scheibenpistole: 9. Platz

- Iulică Cazan
Männer, Schnellfeuerpistole: 11. Platz

- Iulian Raicea
Männer, Luftpistole: 30. Platz
Männer, Schnellfeuerpistole: Bronze

### Schwimmen
- Cezar Bădiță
Männer, 4 × 200 Meter Freistil: 9. Platz
Männer, 200 Meter Lagen: 11. Platz
Männer, 400 Meter Lagen: 7. Platz

- Beatrice Câșlaru
Frauen, 4 × 200 Meter Freistil: 4. Platz
Frauen, 200 Meter Brust: 17. Platz
Frauen, 200 Meter Lagen: Silber 
Frauen, 400 Meter Lagen: Bronze

- Dragoș Coman
Männer, 200 Meter Freistil: 17. Platz
Männer, 400 Meter Freistil: 5. Platz
Männer, 1500 Meter Freistil: 9. Platz
Männer, 4 × 200 Meter Freistil: 9. Platz

- Lorena Diaconescu
Frauen, 4 × 100 Meter Freistil: 12. Platz
Frauen, 4 × 200 Meter Freistil: 4. Platz
Frauen, 4 × 100 Meter Lagen: 18. Platz

- Răzvan Florea
Männer, 4 × 200 Meter Freistil: 9. Platz
Männer, 100 Meter Rücken: 22. Platz
Männer, 200 Meter Rücken: 6. Platz

- Ștefan Gherghel
Männer, 4 × 200 Meter Freistil: 9. Platz
Männer, 100 Meter Schmetterling: 21. Platz
Männer, 200 Meter Schmetterling: 17. Platz

- Carmen Herea
Frauen, 4 × 100 Meter Freistil: 12. Platz
Frauen, 4 × 200 Meter Freistil: 4. Platz
Frauen, 4 × 100 Meter Lagen: 18. Platz

- Diana Mocanu
Frauen, 4 × 100 Meter Freistil: 12. Platz
Frauen, 100 Meter Rücken: Gold 
Frauen, 200 Meter Rücken: Gold 
Frauen, 100 Meter Schmetterling: 8. Platz
Frauen, 200 Meter Lagen: 34. Platz

- Simona Păduraru
Frauen, 400 Meter Freistil: 16. Platz
Frauen, 4 × 200 Meter Freistil: 4. Platz
Frauen, 4 × 100 Meter Lagen: 18. Platz

- Camelia Potec
Frauen, 200 Meter Freistil: 7. Platz
Frauen, 400 Meter Freistil: 11. Platz
Frauen, 4 × 100 Meter Freistil: 12. Platz
Frauen, 4 × 200 Meter Freistil: 4. Platz

- Raluca Udroiu
Frauen, 4 × 100 Meter Lagen: 18. Platz

### Tennis
- Ruxandra Dragomir Ilie
Frauen, Einzel: 1. Runde

- Andrei Pavel
Männer, Einzel: 1. Runde
Männer, Doppel: 1. Runde

- Gabriel Trifu
Männer, Doppel: 1. Runde

### Tischtennis
- Otilia Bădescu
Frauen, Einzel: Sechzehntelfinale
Frauen, Doppel: Viertelfinale

- Adrian Crișan
Männer, Einzel: Gruppenphase

- Mihaela Șteff
Frauen, Einzel: Viertelfinale
Frauen, Doppel: Viertelfinale

### Turnen
- Simona Amânar
Frauen, Einzelmehrkampf: Gold 
Frauen, Mannschaftsmehrkampf: Gold 
Frauen, Boden: Bronze 
Frauen, Pferdsprung: 6. Platz
Frauen, Stufenbarren: 35. Platz in der Qualifikation
Frauen, Schwebebalken: 15. Platz in der Qualifikation

- Loredana Boboc
Frauen, Einzelmehrkampf: 17. Platz in der Qualifikation
Frauen, Mannschaftsmehrkampf: Gold 
Frauen, Boden: 30. Platz in der Qualifikation
Frauen, Pferdsprung: 39. Platz in der Qualifikation
Frauen, Stufenbarren: 35. Platz in der Qualifikation
Frauen, Schwebebalken: 10. Platz in der Qualifikation

- Marian Drăgulescu
Männer, Einzelmehrkampf: 13. Platz
Männer, Mannschaftsmehrkampf: 6. Platz
Männer, Boden: 6. Platz
Männer, Pferdsprung: 18. Platz in der Qualifikation
Männer, Barren: 13. Platz in der Qualifikation
Männer, Reck: 56. Platz in der Qualifikation
Männer, Ringe: 18. Platz in der Qualifikation
Männer, Seitpferd: 42. Platz in der Qualifikation

- Andreea Isărescu
Frauen, Einzelmehrkampf: 86. Platz in der Qualifikation
Frauen, Mannschaftsmehrkampf: Gold 
Frauen, Pferdsprung: 45. Platz in der Qualifikation
Frauen, Stufenbarren: 24. Platz in der Qualifikation

- Maria Olaru
Frauen, Einzelmehrkampf: Silber 
Frauen, Mannschaftsmehrkampf: Gold 
Frauen, Boden: 16. Platz in der Qualifikation
Frauen, Pferdsprung: 8. Platz in der Qualifikation
Frauen, Stufenbarren: 60. Platz in der Qualifikation
Frauen, Schwebebalken: 6. Platz

- Rareș Orzața
Männer, Einzelmehrkampf: 11. Platz
Männer, Mannschaftsmehrkampf: 6. Platz
Männer, Boden: 30. Platz in der Qualifikation
Männer, Pferdsprung: 18. Platz in der Qualifikation
Männer, Barren: 56. Platz in der Qualifikation
Männer, Reck: 57. Platz in der Qualifikation
Männer, Ringe: 9. Platz in der Qualifikation
Männer, Seitpferd: 42. Platz in der Qualifikation

- Florentin Pescaru
Männer, Einzelmehrkampf: 33. Platz in der Qualifikation
Männer, Mannschaftsmehrkampf: 6. Platz
Männer, Boden: 58. Platz in der Qualifikation
Männer, Pferdsprung: 23. Platz in der Qualifikation
Männer, Barren: 41. Platz in der Qualifikation
Männer, Reck: 61. Platz in der Qualifikation
Männer, Ringe: 59. Platz in der Qualifikation
Männer, Seitpferd: 36. Platz in der Qualifikation

- Claudia Presăcan
Frauen, Einzelmehrkampf: 88. Platz in der Qualifikation
Frauen, Mannschaftsmehrkampf: Gold 
Frauen, Boden: 61. Platz in der Qualifikation
Frauen, Schwebebalken: 4. Platz

- Andreea Răducan
Frauen, Einzelmehrkampf: Gold  wegen Doping Disqualifiziert
Frauen, Mannschaftsmehrkampf: Gold 
Frauen, Boden: 6. Platz
Frauen, Pferdsprung: Silber 
Frauen, Stufenbarren: 33. Platz in der Qualifikation
Frauen, Schwebebalken: 10. Platz in der Qualifikation

- Ioan Silviu Suciu
Männer, Einzelmehrkampf: 28. Platz
Männer, Mannschaftsmehrkampf: 6. Platz
Männer, Boden: 23. Platz in der Qualifikation
Männer, Pferdsprung: 39. Platz in der Qualifikation
Männer, Barren: 15. Platz in der Qualifikation
Männer, Reck: 60. Platz in der Qualifikation
Männer, Ringe: 45. Platz in der Qualifikation
Männer, Seitpferd: 12. Platz in der Qualifikation

- Marius Urzică
Männer, Einzelmehrkampf: 82. Platz in der Qualifikation
Männer, Mannschaftsmehrkampf: 6. Platz
Männer, Barren: 8. Platz
Männer, Reck: 39. Platz in der Qualifikation
Männer, Seitpferd: Gold

### Wasserspringen
- Gabriel Cherecheș
Männer, Kunstspringen: 35. Platz
Männer, Turmspringen: 30. Platz

- Clara Elena Ciocan
Frauen, Turmspringen: 21. Platz

- Anișoara Oprea
Frauen, Turmspringen: 36. Platz